# Comuna Horohorîn, Luțk
Horohorîn (în ucraineană Хорохорин) este o comună în raionul Luțk, regiunea Volînia, Ucraina, formată din satele Barvinok, Horohorîn (reședința) și Mîhailivka.

## Demografie
Componența lingvistică a satului Horohorîn
     Ucraineană (98,79%)
     Rusă (1,21%)
Conform recensământului din 2001, majoritatea populației satului Horohorîn era vorbitoare de ucraineană (98,79%), existând în minoritate și vorbitori de rusă (1,21%).